# بيدرو بيرناردو
بلدية بيدرو بيرناردو (بالإسبانية: Pedro Bernardo) هي بلدية تقع في مقاطعة آبلة التابعة لمنطقة قشتالة وليون وسط إسبانيا.

## الديموغرافيا
بلغ عدد سكان بلدية بيدرو بيرناردو 1.006 نسمة عام 2011 (وفقاً للمعهد الوطني للإحصاء الإسباني).
| 1.387 | 1.309 | 1.194 | 1.186 | 1.099 | 1.017 | 1.006 |